# Mario Draghi
Mario Draghi, född 3 september 1947 i Rom, är en italiensk ekonom, bankman och politiker. Han var Italiens premiärminister från den 13 februari 2021 till 22 oktober 2022. Han var tidigare ordförande för Europeiska centralbanken 2011–2019 och centralbankschef för Banca d'Italia 2006–2011. Han är även känd som Super Mario med anspelning på den fiktiva figuren med samma namn.

## Karriär

### Europeiska centralbankens ordförande
16 maj 2011 föreslog Europeiska unionens finansministrar att Draghi skulle efterträda Jean-Claude Trichet som centralbankschef för Europeiska centralbanken. Han utsågs till detta vid Europeiska rådets sammanträde den 24 juni 2011 och tillträdde sin tjänst den 1 november 2011. Hans mandatperiod sträckte sig fram till den 31 oktober 2019.

### Italiens premiärminister

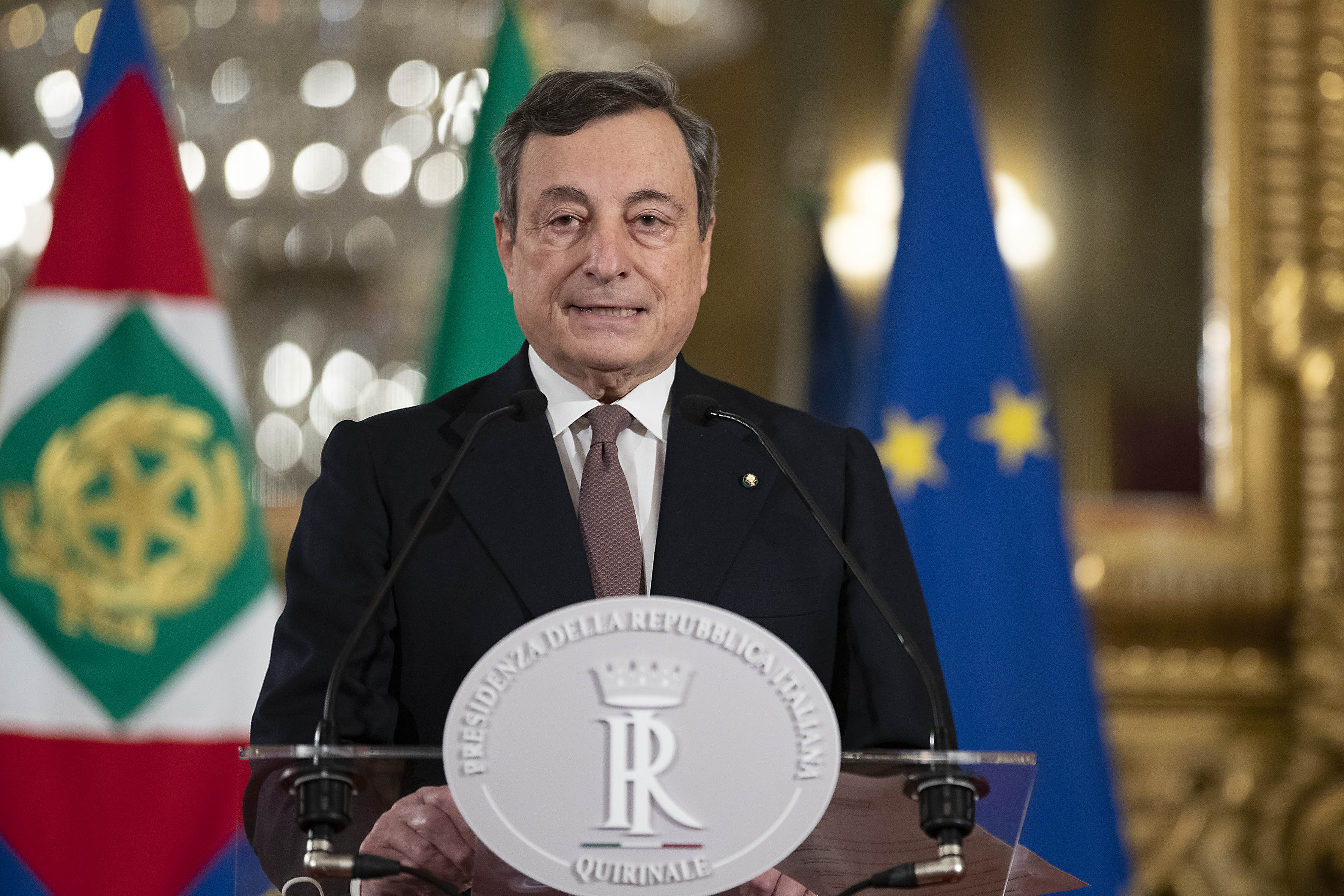
Mario Draghi i februari 2021.

Draghi tillträdde som Italiens premiärminister den 13 februari 2021 efter att ha blivit nominerad av president Sergio Mattarella. Nomineringen kom till efter att den tidigare regeringen ledd av Giuseppe Conte avgått till följd av en regeringskris. Draghis regeringen består av både teknokrater och partiföreträdare, och har stöd av samtliga större partier i Italiens deputeradekammare. Regeringen beskrivs som en nationell samlingsregering med uppdraget att leda Italien genom och ut ur coronaviruspandemin 2019–2021.

## Privatliv
Mario Draghis föräldrar tillhörde de övre samhällsskiktet och avled när han var 15 respektive 19 år gammal. År 1973 gifte han sig med Serena Cappello. Paret har två barn tillsammans.